# Liste von Museumsbahnen
Dies ist eine Liste von Bahnstrecken, die regelmäßig saisonal oder an bestimmten Wochentagen als Museumseisenbahn oder Museumsstraßenbahn betrieben werden und deren Infrastruktur vorwiegend zu diesem Zweck unterhalten wird.

## Erläuterungen
Nicht in der Liste enthalten sind:
- reine Eisenbahn- oder Straßenbahnmuseen ohne eigene Strecken
- Museumsbahnvereine, die Sonderfahrten, aber keinen regelmäßigen Fahrtbetrieb auf einer oder mehreren bestimmten Strecken durchführen
- Bahnen, die im regulären täglichen Betrieb mit Dampflokomotiven oder anderen älteren Fahrzeugen verkehren.

## Europa

### Deutschland
| Name der Bahn                                          | Strecke | Spur- weite (mm) | Länge (km)        | Antrieb durch                 | Museums- betrieb seit | bis               | Betrieb durch | Bemerkung | Bild                                                                                 |
| ------------------------------------------------------ | --- | ---------------- | ----------------- | ----------------------------- | --------------------- | ----------------- | --- | --- | ------------------------------------------------------------------------------------ |
| Baden-Württemberg                                      | |                  |                   |                               |                       |                   | | |                                                                                      |
| Achertalbahn                                           | Achern – Ottenhöfen im Schwarzwald | 1435             | 10,4              | Dampf                         | 1968                  | 2013              | Achertäler Eisenbahnverein e. V.                                                                                                  | |                                                                                      |
| Albbähnle                                              | Amstetten – Oppingen | 1000             | 5,7               | Dampf                         | 1990                  |                   | Ulmer Eisenbahnfreunde | |                                                                                      |
| Albtalbahn                                             | Ettlingen – Bad Herrenalb | 1435             | 18,8              | Dampf                         | 1979                  |                   | Ulmer Eisenbahnfreunde | |                                                                                      |
| Dreiseenbahn                                           | Seebrugg – Titisee-Neustadt – Löffingen | 1435             | 40,8              | Dampf, Elektro                | 2008                  |                   | IG 3-Seenbahn | Aufbau eines Museumsbahnhofs in Seebrugg                                                                     |                                                                                      |
| Härtsfeldbahn                                          | Neresheim – Katzenstein | 1000             | 5,6               | Dampf, Diesel                 | 2001                  |                   | Härtsfeld-Museumsbahn e. V. | Wiederaufbau/Neubau der Strecke                                                                              |                                                                                      |
| Kaiserstuhlbahn                                        | Riegel DB – Breisach | 1435             | 25,9              | Dampf                         | 1978                  |                   | Eisenbahnfreunde Breisgau e. V. (EFB), Freiburg                                                                                   | Museumsfahrzeuge (ex SEG) stammen von der Kaiserstuhlbahn bzw. wurden seit den 1950er Jahren dort eingesetzt |                                                                                      |
| Kandertalbahn                                          | Haltingen – Kandern | 1435             | 12,9              | Dampf                         | 1969                  |                   | Zweckverband Kandertalbahn | |                                                                                      |
| Krebsbachtalbahn                                       | Neckarbischofsheim Nord – Neckarbischofsheim – Hüffenhardt                                                                                 | 1435             | 16,9              | Diesel                        | 2010                  |                   | Förderverein Krebsbachtalbahn e. V.                                                                                               | |                                                                                      |
| Bahnstrecke Amstetten–Gerstetten                       | Amstetten – Gerstetten | 1435             | 19,9              | Dampf, Diesel                 | 1997                  |                   | Ulmer Eisenbahnfreunde | |                                                                                      |
| Öchsle                                                 | Warthausen – Ochsenhausen | 750              | 19,0              | Dampf, Diesel                 | 1985                  |                   | Öchsle Bahn Betriebs-GmbH (seit 2001)                                                                                             | |                                                                                      |
| Strohgäubahn                                           | Korntal – Weissach | 1435             | 22,3              | Dampf                         | 1977                  |                   | Gesellschaft zur Erhaltung von Schienenfahrzeugen e. V. (GES)                                                                     | |                                                                                      |
| Straßenbahn-Oldtimerlinien 21 und 23                   | Straßenbahnwelt Stuttgart – Stadtmitte Straßenbahnwelt Stuttgart – Stuttgarter Fernsehturm                                                 | 1000             |                   | Strom                         |                       |                   | Straßenbahnwelt Stuttgart | |                                                                                      |
| Tälesbahn                                              | Nürtingen – Neuffen | 1435             | 8,9               | Dampf                         | 1977                  |                   | Gesellschaft zur Erhaltung von Schienenfahrzeugen e. V. (GES)                                                                     | |                                                                                      |
| Trossinger Eisenbahn                                   | Trossingen Bahnhof – Trossingen Stadt | 1435             | 5,0               | Strom (600 V=)                | 2003                  |                   | Freundeskreis der Trossinger Eisenbahn e. V.                                                                                      | |                                                                                      |
| Schwäbische Waldbahn                                   | Schorndorf – Welzheim | 1435             | 22,8              | Dampf                         | 2010                  |                   | Schwäbische Waldbahn GmbH, Förderverein Welzheimer Bahn e. V.                                                                     | |                                                                                      |
| Wutachtalbahn („Sauschwänzle[s]bahn“)                  | Blumberg – Weizen | 1435             | 25,6              | Diesel, gelegentlich Dampf    | 1977                  |                   | Bahnbetriebe Blumberg, bis 1997 EUROVAPOR, 1997–2014 Wutachtalbahn (WTB) e. V.                                                    | |                                                                                      |
| Bayern                                                 | |                  |                   |                               |                       |                   | | |                                                                                      |
| Bahnstrecke Dollnstein–Rennertshofen                   | Dollnstein – Rennertshofen | 1435             | 21,0              | Dampf, Diesel                 | 1985                  | 1993              | Vereinigung zur Erhaltung historischen Eisenbahnmaterials e. V.                                                                   | Strecke abgebaut                                                                                             |                                                                                      |
| Bahnstrecke Fünfstetten–Monheim                        | Fünfstetten – Monheim (Schwaben) | 1435             | 5,60              | Dampf, Diesel                 | 1981                  | 1997              | Bayerisches Eisenbahnmuseum | Strecke abgebaut                                                                                             |                                                                                      |
| Bahnstrecke Nördlingen–Dombühl                         | Nördlingen – Feuchtwangen | 1435             | 43,0              | Dampf, Diesel                 | 1988                  | 2018              | Mittelfränkische Eisenbahnbetriebs GmbH                                                                                           | seit 2019 bis Wilburgstetten wieder befahrbar                                                                |                                                                                      |
| Bahnstrecke Nördlingen–Gunzenhausen                    | Nördlingen – Gunzenhausen | 1435             | 39,5              | Dampf, Diesel                 | 1989                  |                   | BayernBahn GmbH | |                                                                                      |
| Bahnstrecke Landshut–Rottenburg                        | Landshut – Neuhausen bei Landshut | 1435             | 14,9              | Dampf, Diesel                 | 2012                  | 2020              | BayernBahn GmbH | wegen Oberbaumängeln kein Museumsverkehr                                                                     |                                                                                      |
| Chiemgauer Lokalbahn                                   | Bad Endorf – Obing | 1435             | 18,5              | Dampf, Diesel                 | 2006                  |                   | Chiemgauer Lokalbahn-Betriebsgesellschaft mbH & Co. KG                                                                            | |                                                                                      |
| Chiemsee-Bahn                                          | Prien Bahnhof – Prien Stock | 1000             | 1,9               | Dampf, Diesel                 |                       |                   | Chiemsee-Schifffahrt Ludwig Feßler KG                                                                                             | | Chiemsee-Bahn von Prien-Stock nach Prien Verkehrt im Sommer täglich im Linienbetrieb |
| Dampfbahn Fränkische Schweiz                           | Ebermannstadt – Behringersmühle | 1435             | 15,9              | Dampf, Diesel                 | 1980                  |                   | Dampfbahn Fränkische Schweiz e. V.                                                                                                | |                                                                                      |
| Feld- und Waldbahn Riedlhütte                          | Sankt Oswald-Riedlhütte | 600              | 1                 | Diesel                        | 1987                  |                   | Feld- und Waldbahn Riedlhütte e. V.                                                                                               | |                                                                                      |
| Ilztalbahn                                             | Passau – Freyung | 1435             | 49,5              | Diesel                        |                       |                   | Förderverein Ilztalbahn e. V. | |                                                                                      |
| Laabertalbahn                                          | Eggmühl – Langquaid | 1435             | 10,3              | Diesel                        | 2001                  |                   | Lokalbahn Schierling-Langquaid (Teil der Rhein-Sieg-Eisenbahn)                                                                    | |                                                                                      |
| Mainschleifenbahn                                      | Seligenstadt b. Wü. – Volkach | 1435             | 9,8               | Diesel                        | 2003                  |                   | Eisenbahnfreunde Untermain e. V.                                                                                                  | |                                                                                      |
| Pfettrachtalbahn                                       | Landshut–Neuhausen (b Landshut) | 1435             | 14,1              |                               |                       |                   | | |                                                                                      |
| Rhön-Zügle                                             | Bahnstrecke Mellrichstadt–Fladungen | 1435             | 18,4              | Dampf                         | 1996                  |                   | Eisenbahnfreunde Untermain e. V.                                                                                                  | |                                                                                      |
| Rodachtalbahn                                          | Steinwiesen – Nordhalben | 1435             | 11,0              | Diesel                        | 2007                  |                   | Eisenbahnfreunde Rodachtalbahn e. V.                                                                                              | |                                                                                      |
| Straßenbahn Nürnberg                                   | Historisches Straßenbahndepot St. Peter – Plärrer – Tiergärtnertor – Hauptbahnhof – Doku-Zentrum – Historisches Straßenbahndepot St. Peter | 1435             |                   | Strom                         |                       |                   | Freunde der Nürnberg-Fürther Straßenbahn e. V.                                                                                    | | Ringlinie 15 beim Nürnberger Hauptbahnhof                                            |
| Wanderbahn im Regental                                 | Gotteszell – Viechtach | 1435             | 11,0              | Diesel                        | 1992                  |                   | Wanderbahn im Regental e. V. | |                                                                                      |
| Wachtl-Express                                         | Kiefersfelden – Wachtl | 900              | 4,9               | Strom (1200 V=)               | 1991                  |                   | Museums-Eisenbahn-Gemeinschaft Wachtl e. V.                                                                                       | |                                                                                      |
| Berlin                                                 | |                  |                   |                               |                       |                   | | |                                                                                      |
| Britzer Museumsbahn                                    | | 600              | 5,0               | Diesel                        | 1985                  |                   | Britzer Museumsbahn Berlin K.G.                                                                                                   | |                                                                                      |
| AG Märkische Kleinbahn                                 | Zehlendorfer Eisenbahn | 1435             |                   | Diesel                        | 1981                  |                   | AG Märkische Kleinbahn e. V. | |                                                                                      |
| Brandenburg                                            | |                  |                   |                               |                       |                   | | |                                                                                      |
| Berliner Eisenbahnfreunde                              | Heidekrautbahn | 1435             |                   | Dampf/Diesel                  | 1978                  |                   | Berliner Eisenbahnfreunde e. V.                                                                                                   | |                                                                                      |
| Buckower Kleinbahn                                     | Buckow (Märkische Schweiz) – Müncheberg | 1435             | 4,9               | Strom (600 V=), Diesel        | 2002                  |                   | Eisenbahnverein Märkische Schweiz e. V.                                                                                           | |                                                                                      |
| Niederlausitzer Museumseisenbahn                       | Finsterwalde – Crinitz | 1435             | 15,2              | Dampf, Diesel                 | 2002                  |                   | Niederlausitzer Museumseisenbahn e. V.                                                                                            | |                                                                                      |
| Pollo-Museumseisenbahn in der Prignitz                 | Lindenberg – Mesendorf | 750              | 9,0               | Diesel, Dampf                 | 2002                  |                   | Prignitzer Kleinbahnmuseum Lindenberg e. V.                                                                                       | |                                                                                      |
| Bremen                                                 | |                  |                   |                               |                       |                   | | |                                                                                      |
| Straßenbahn Bremen                                     | Hauptbahnhof, Altstadtring, Neustadtring                                                                                                   | 1435             |                   | Strom                         |                       |                   | Freunde der Bremer Straßenbahn e. V.                                                                                              | | Ringlinie 16 beim Hauptbahnhof Bremen                                                |
| Moorexpress                                            | Bremen Hbf – Stade | 1435             |                   | Diesel                        |                       |                   | Eisenbahnen und Verkehrsbetriebe Elbe-Weser                                                                                       | |                                                                                      |
| Bremerhaven-Bad Bederkesa                              | Bremerhaven – Bad Bederkesa | 1435             | 24,4              | Diesel                        | 2000                  |                   | Museumsbahn Bremerhaven – Bederkesa e. V.                                                                                         | |                                                                                      |
| Hamburg                                                | |                  |                   |                               |                       |                   | | |                                                                                      |
| Bergedorf-Geesthachter Eisenbahn                       | Bergedorf–Geesthacht–Krümmel | 1435             |                   | Dampf, Diesel                 | 1976                  |                   | Arbeitsgemeinschaft Geesthachter Eisenbahn                                                                                        | |                                                                                      |
| Hessen                                                 | |                  |                   |                               |                       |                   | | |                                                                                      |
| Aartalbahn                                             | Wiesbaden–Hohenstein | 1435             |                   | Diesel                        | 1986                  |                   | Nassauische Touristik-Bahn | |                                                                                      |
| Bad Orber Kleinbahn                                    | Bad Orb–Wächtersbach | 600              | 4,3               | Dampf, Diesel                 | 2002                  |                   | Dampfkleinbahn Bad Orb | Historischer Zug                                                                                             |                                                                                      |
| Bad Schwalbacher Kurbahn                               | Bad Schwalbach | 600              | 1,6               | Diesel                        | 1991                  |                   | Bad Schwalbacher-Kurbahn-Verein                                                                                                   | Fahrten auf historischer Feldbahn                                                                            |                                                                                      |
| Bebra Eisenbahnmuseum                                  | im/am Wasserturm Bebra | 600              | 1,6               | Diesel                        | 1991                  |                   | Eisenbahnfreunde Bebra e. V. | |                                                                                      |
| Butzbach-Licher Eisenbahn                              | Bad Nauheim–Münzenberg | 1435             | 17                | Dampf, Diesel                 | 1980                  |                   | Eisenbahnfreunde Wetterau | |                                                                                      |
| Darmstadt Ost–Groß-Zimmern                             | Darmstadt Ost–Bessunger Forst | 1435             | 4,3               | Dampf, Diesel                 |                       |                   | Eisenbahnmuseum Darmstadt-Kranichstein                                                                                            | |                                                                                      |
| Dampf-Straßenbahn Darmstadt                            | Darmstadtium (Kongresszentrum)–Griesheim Wagenhalle                                                                                        | 1000             |                   | Dampf                         |                       |                   | AG Historische HEAG-Fahrzeuge im Eisenbahnmuseum Darmstadt-Kranichstein                                                           | |                                                                                      |
| Hafenbahn Eiserner Steg–Frankfurt-Griesheim/Mainkur    | Frankfurt am Main | 1435             |                   | Dampf, Diesel                 |                       |                   | Historische Eisenbahn Frankfurt                                                                                                   | | BR 52 der Historischen Eisenbahn Frankfurt e. V.                                     |
| Feldbahn am Rebstock                                   | Frankfurt am Main | 600              | 1,5               | Dampf, Diesel                 |                       |                   | Frankfurter Feldbahnmuseum | |                                                                                      |
| Kassel–Naumburger Eisenbahn                            | Kassel–Naumburg | 1435             | 33                | Dampf, Diesel                 | 1972                  |                   | Hessencourrier | |                                                                                      |
| Mecklenburg-Vorpommern                                 | |                  |                   |                               |                       |                   | | |                                                                                      |
| Mecklenburg-Pommersche Schmalspurbahn                  | Schwichtenberg–Uhlenhorst | 600              |                   | Diesel                        | 1999                  |                   | Mecklenburg-Pommersche Schmalspurbahn Freunde                                                                                     | |                                                                                      |
| Bahnstrecke Grevesmühlen–Klütz                         | Reppenhagen–Klütz | 600              | 4,5               | Dampf, Diesel                 | 2015                  |                   | De Lütt Kaffeebrenner | | „De Lütt Kaffeebrenner“ in Klütz                                                     |
| Niedersachsen                                          | |                  |                   |                               |                       |                   | | |                                                                                      |
| Almetalbahn                                            | Almstedt–Segeste \| Bodenburg – Almstedt-Segeste                                                                                           | 1435             | 5,4               | Dampf, Diesel                 | 1976                  |                   | Arbeitsgemeinschaft Historische Eisenbahn e. V.                                                                                   | |                                                                                      |
| „Asse-Bummler“                                         | Braunschweig–Wolfenbüttel–Asse | 1435             |                   | Dampf                         |                       |                   | Verein Braunschweiger Verkehrsfreunde e. V.                                                                                       | |                                                                                      |
| Spiekeroog                                             | Bahnhof–Westend | 1000             |                   |                               | 1999                  |                   | Museumsverein Spiekeroog | |                                                                                      |
| Hümmlinger Kreisbahn                                   | Lathen–Werlte | 1435             | 28,9              |                               |                       |                   | Museumseisenbahn Hümmlinger Kreisbahn e. V.                                                                                       | |                                                                                      |
| Ostfriesische Küstenbahn                               | Norden (Ostfriesland)–Dornum | 1435             | 17,6              | Diesel                        | 1987                  |                   | Museumseisenbahn Küstenbahn Ostfriesland                                                                                          | |                                                                                      |
| Meppen-Haselünner Eisenbahn                            | Meppen–Haselünne–Essen | 1435             | 51                | Dampf, Diesel                 | 1989                  |                   | Eisenbahnfreunde Hasetal | | Hasetalbahn in Löningen                                                              |
| Bahnstrecke Cloppenburg–Ocholt                         | Cloppenburg–Friesoythe | 1435             |                   | Diesel                        | 2006                  | 2020              | Museumseisenbahn Friesoythe-Cloppenburg e.V                                                                                       | | MFC-Zug verlässt Friesoythe                                                          |
|                                                        | | 1435             |                   | Diesel                        |                       |                   | Museumseisenbahn Ammerland-Barßel-Saterland                                                                                       | |                                                                                      |
| Jan Harpstedt                                          | Delmenhorst–Harpstedt | 1435             | 21,4              | Dampf, Diesel                 | 1979                  |                   | Delmenhorst-Harpstedter Eisenbahnfreunde                                                                                          | Station 2 der Route der Industriekultur im Nordwesten                                                        | „Jan Harpstedt“ in Dünsen                                                            |
| Bremen-Thedinghauser Eisenbahn                         | Bremen-Kirchhuchting–Thedinghausen | 1435             | 24,6              | Diesel                        | 1993                  |                   | Kleinbahn Leeste | Station 15 der Route der Industriekultur im Nordwesten                                                       |                                                                                      |
| Deutscher Eisenbahn-Verein                             | Bruchhausen-Vilsen–Asendorf | 1000             | 7,8               | Dampf, Diesel                 | 1966                  |                   | Deutscher Eisenbahn-Verein | erste und älteste Museumseisenbahn Deutschlands Station 14 der Route der Industriekultur im Nordwesten       |                                                                                      |
| Verkehrsbetriebe Grafschaft Hoya                       | Syke–Bruchhausen-Vilsen–Hoya–Eystrup | 1435             | 36,8              | Diesel                        | 2007                  |                   | Verkehrsbetriebe Grafschaft Hoya / Deutscher Eisenbahn-Verein                                                                     | Station 16 der Route der Industriekultur im Nordwesten                                                       | „Kaffkieker“ in Bruchhausen                                                          |
| Uchte–Rahden                                           | Uchte–Rahden | 1435             | 25,3              | Diesel                        | 1991                  |                   | Museumseisenbahn Rahden-Uchte | seit 2020 kein Betrieb                                                                                       | Schienenbus in Bohnhorst                                                             |
| Wittlager Kreisbahn                                    | Preußisch Oldendorf–Bohmte | 1435             | 16,3              | Diesel                        | 1973                  |                   | Mindener Museumseisenbahn | | Museumszug in Bohmte                                                                 |
| Moorbahn Ahlenmoor                                     | Wanna | 600              |                   | Diesel                        |                       |                   | Moorbahnhof/MoorrZ | |                                                                                      |
| Moorbahn Burgsittensen                                 | Tiste | 600              |                   | Diesel                        |                       |                   | Moorbahn Burgsittensen | |                                                                                      |
| Deinste–Lütjenkamp                                     | Deinste–Lütjenkamp | 600              | 1,2               | Dampf, Diesel                 |                       |                   | Deutsches Feld- und Kleinbahnmuseum                                                                                               | |                                                                                      |
| Bahnstrecke Bremerhaven–Bederkesa                      | Bremerhaven-Fischreihafen – Bad Bederkesa                                                                                                  | 1435             | 24,4              | Dampf, Diesel                 | 2000                  |                   | Museumsbahn Bremerhaven – Bederkesa                                                                                               | |                                                                                      |
| Moorexpress                                            | Bremen Hbf – Stade | 1435             |                   | Diesel                        |                       |                   | Eisenbahnen und Verkehrsbetriebe Elbe-Weser                                                                                       | |                                                                                      |
| Buxtehuder-Harsefelder Eisenbahn                       | Buxtehude–Harsefeld | 1435             | 14,7              | Diesel                        |                       |                   | Buxtehuder-Harsefelder Eisenbahnfreunde                                                                                           | |                                                                                      |
| Verden-Walsroder Eisenbahn                             | Verden (Aller)–Kirchlinteln-Stemmen | 1435             | 11,8              | Diesel                        | 1993                  |                   | Verdener Eisenbahnfreunde Kleinbahn Verden-Walsrode e. V.                                                                         | |                                                                                      |
|                                                        | Osnabrück Hbf – Zechenbahnhof Piesberg | 1435             |                   | Dampf                         |                       |                   | Osnabrücker Dampflokfreunde e. V.                                                                                                 | |                                                                                      |
| Bahnstrecke Derneburg–Seesen                           | Derneburg–Bornum am Harz | 1435             | 15,7              | Dampf                         |                       |                   | Dampfzug-Betriebs-Gemeinschaft e. V.                                                                                              | |                                                                                      |
| Böhmetal Kleinbahn                                     | Vorwalsrode – Altenboitzen | 1435             |                   | Draisine                      |                       |                   | Böhmetal Kleinbahn Betriebsgesellschaft                                                                                           | |                                                                                      |
| Warnetalbahn                                           | Börßum–Salzgitter-Bad | 1435             | 16                | Dampf, Diesel                 |                       |                   | Dampflok-Gemeinschaft 41 096 e. V.                                                                                                | |                                                                                      |
| Osthannoversche Eisenbahnen                            | * Bispingen–Lüneburg * Lüneburg–Bleckede * Winsen – Niedermarschacht * Soltau – Bispingen – Döhle                                          | 1435             | 39,5 23,8 18,2 30 | Diesel                        | 1993 ?                |                   | Heide-Express | |                                                                                      |
| Bahnstrecke Rinteln–Stadthagen                         | Stadthagen–Bad Eilsen–Rinteln | 1435             | 20,4              | Dampf, Diesel                 | 1974                  |                   | Dampfeisenbahn Weserbergland | |                                                                                      |
| Extertalbahn                                           | Bösingfeld – Dörentrup | 1435             |                   | Dampf, Diesel                 | 1974                  |                   | Landeseisenbahn Lippe | |                                                                                      |
| Nordrhein-Westfalen                                    | |                  |                   |                               |                       |                   | | |                                                                                      |
| Dampf-Kleinbahn Mühlenstroth                           | Gütersloh | 600              |                   | Dampf, Diesel                 | 1973                  |                   | Dampf-Kleinbahn Mühlenstroth | | Dampf-Kleinbahn Mühlenstroth                                                         |
| Teuto-Express auf der Teutoburger Wald-Eisenbahn (TWE) | Ibbenbüren–Bad Laer Bad Laer–Gütersloh Gütersloh–Hövelhof                                                                                  | 1435             | 93                | Dampf, Diesel                 | 1977                  |                   | Eisenbahn-Tradition (Lengerich/Westf.) Osningbahn (Halle/Westf.)                                                                  | | Teuto-Express in Bad Laer                                                            |
| Mindener Kreisbahnen                                   | Hille–Minden, Minden–Kleinenbremen | 1435             | 13,4 / 13         | Dampf, Diesel                 | 1977                  |                   | Museums-Eisenbahn Minden | | MEM-Lok im Bahnhof Minden                                                            |
| Uchte–Rahden (bis 2002 Mindener Museumseisenbahn)      | Uchte–Rahden | 1435             | 25,3              | Diesel                        | 1991                  |                   | Museumseisenbahn Rahden-Uchte | | Schienenbus und Waggon in Rahden                                                     |
| Extertalbahn                                           | Bösingfeld – Dörentrup | 1435             |                   | Dampf, Diesel, früher Elektro | 1974                  |                   | Landeseisenbahn Lippe | | Dampfzug der Landeseisenbahn Lippe                                                   |
| Museumseisenbahn Hamm                                  | Hamm (Westf) RLG–Lippborg-Heintrop | 1435             | 18,7              | Diesel                        | 1983                  |                   | Museumseisenbahn Hamm e. V. (MEH)                                                                                                 | |                                                                                      |
| Ruhrtalbahn                                            | Dahlhausen–Hagen Hauptbahnhof–Ennepetal-Altenvoerde                                                                                        | 1435             |                   | Dampf, Diesel                 | 1981                  |                   | RuhrtalBahn | 1981–1989 Eisenbahnmuseum Bochum-Dahlhausen                                                                  |                                                                                      |
| Hespertalbahn                                          | Essen-Kupferdreh–Haus Scheppen | 1435             | 3,3               | Dampf, Diesel                 | 1976                  |                   | Hespertalbahn | |                                                                                      |
| Sauerländer Kleinbahn                                  | Herscheid-Hüinghausen–Plettenberg-Köbbinghauser Hammer                                                                                     | 1000             | 2,3               | Dampf, Diesel                 | 1987                  |                   | Märkische Museums-Eisenbahn | |                                                                                      |
| Almetalbahn                                            | Thülen–Büren | 1435             | 20,6              | VT 98                         | 1998                  |                   | Waldbahn Almetal e. V. | 1981–2014 | Uerdinger Schienenbus fährt über den Weiner Viadukt                                  |
| Selfkantbahn                                           | Geilenkirchen-Gillrath–Gangelt-Schierwaldenrath                                                                                            | 1000             | 5,5               | Dampf, Diesel                 | 1969                  |                   | Interessengemeinschaft Historischer Schienenverkehr e. V.                                                                         | | MEG-Triebwagen im Bahnhof Schierwaldenrath                                           |
| Schluff                                                | Tönisvorst–Krefeld–Hülser Berg | 1435             | 13,6              | Dampf                         | 1980                  |                   | SWK Mobil | |                                                                                      |
| Bergisches Straßenbahnmuseum                           | Wuppertal Kohlfuhrter Brücke–Wuppertal Greuel                                                                                              | 1000             | 3,2               | Elektro                       | 1991                  |                   | Bergische Museumsbahnen e. V. | |                                                                                      |
| Oleftalbahn                                            | Kall–Schleiden-Hellenthal | 1435             | 17,2              | Dampf                         | 2006                  |                   | Rhein-Sieg-Eisenbahn, Bahn- und Businitiative Schleidener Tal                                                                     | |                                                                                      |
| Wiehltalbahn                                           | (Dieringhausen) – Osberghausen – Wiehl – Waldbröl                                                                                          | 1435             | 23,6              | Dampf                         | 1998                  |                   | IG Bw Dieringhausen e. V., WB WiehltalBahn GmbH, Ulmer Eisenbahnfreunde                                                           | Derzeit ist aufgrund von verschiedenen Arbeiten an der Strecke nur ein Fahrbetrieb bis Wiehl möglich.        | Lokomotive Waldbröl mit Zug „Bergischer Löwe“ auf der Wiehltalbahn in Weiershagen.   |
| Rheinland-Pfalz                                        | |                  |                   |                               |                       |                   | | |                                                                                      |
| Brexbachtalbahn                                        | Neuwied–Grenzau–Siershahn | 1435             |                   |                               |                       | 2013              | Brexbachtalbahn e. V. | |                                                                                      |
| Brohltalbahn                                           | Brohl–Engeln | 1000             | 17,5              | Dampf, Diesel                 | 1977                  |                   | Interessengemeinschaft Brohltal-Schmalspureisenbahn (IBS e. V.) mit der vereinseigenen Brohltal-Schmalspureisenbahn Betriebs-GmbH | | Brohltalbahn in Niederzissen                                                         |
| Kasbachtalbahn                                         | Linz am Rhein–Kalenborn | 1435             | 8,9               | Diesel                        | 1999                  |                   | Eifelbahn Verkehrsgesellschaft mbH                                                                                                | |                                                                                      |
| Kuckucksbähnel                                         | Neustadt an der Weinstraße–Elmstein | 1435             | 13                | Dampf, Diesel                 | 1984                  |                   | Kuckucksbähnel-Betriebs-GmbH, Deutsche Gesellschaft für Eisenbahngeschichte                                                       | |                                                                                      |
| Stumpfwaldbahn                                         | Ramsen–Eiswoog | 600              | 3,5               | Dampf, Diesel                 | 1996                  |                   | Stumpfwaldbahn Ramsen e. V. | |                                                                                      |
| Saarland                                               | |                  |                   |                               |                       |                   | | |                                                                                      |
| Merzig-Büschfelder Eisenbahn                           | Merzig–Dellborner Mühle | 1435             | 16,6              | Dampf, Diesel                 | 1988                  |                   | Museums-Eisenbahn-Club Losheim | |                                                                                      |
| Ostertalbahn                                           | Ottweiler–Schwarzerden | 1435             | 21                | Diesel                        | 2000                  |                   | Arbeitskreis Ostertalbahn | |                                                                                      |
| Sachsen                                                | |                  |                   |                               |                       |                   | | |                                                                                      |
| Waldeisenbahn Muskau                                   | Weißwasser–Bad Muskau | 600              |                   | Dampf, Diesel                 | 1993                  |                   | Waldeisenbahn Muskau GmbH | |                                                                                      |
| Preßnitztalbahn                                        | Steinbach–Jöhstadt | 750              | 8,0               | Dampf                         | 1993                  |                   | IG Preßnitztalbahn e. V. | |                                                                                      |
| Windbergbahn                                           | Freital Ost–Dresden-Gittersee | 1435             | 5,7               | Diesel                        |                       |                   | Windbergbahn e. V. | |                                                                                      |
| Museumspferdestraßenbahn Döbeln                        | Döbeln | 1000             |                   | Pferd                         |                       |                   | Traditionsverein Döbelner Pferdebahnmuseum e. V.                                                                                  | |                                                                                      |
| Museumsbahn Schönheide                                 | Stützengrün-Neulehn–Schönheide Mitte | 750              | 3,9               | Dampf, Diesel                 | 1994                  |                   | Museumsbahn Schönheide e. V. | |                                                                                      |
| Brückenbergbahn                                        | Zwickau | 1435             |                   |                               |                       | 2018 kein Betrieb | Förderverein Brückenbergbahn e. V.                                                                                                | |                                                                                      |
| Muldentalbahn                                          | Rochlitz Wechselburg Göhren | 1435             |                   |                               |                       |                   | Verein Sächsischer Eisenbahnfreunde e. V.                                                                                         | |                                                                                      |
| Sachsen-Anhalt                                         | |                  |                   |                               |                       |                   | | |                                                                                      |
| Mansfelder Bergwerksbahn                               | Benndorf–Hettstedt | 750              | 11,8              | Dampf, Diesel                 | 1991                  |                   | Mansfelder Bergwerksbahn e. V. | |                                                                                      |
| Kleinbahnen des Kreises Jerichow I                     | Lumpenbahnhof–Altengrabow | 750              | 6                 | Dampf, Diesel                 | 2011                  |                   | Traditionsverein Kleinbahn des Kreises Jerichow I e. V.                                                                           | |                                                                                      |
| Schleswig-Holstein                                     | |                  |                   |                               |                       |                   | | |                                                                                      |
| Angelner Dampfeisenbahn                                | Süderbrarup–Kappeln(–Eckernförde) | 1435             | 14,6              | Dampf, Diesel                 | 1980                  |                   | Verein der Freunde des Schienenverkehrs Flensburg                                                                                 | |                                                                                      |
| Kiel-Schönberger Eisenbahn                             | Schönberg (Holstein)–Schönberger Strand | 1435             | 14,6              | Dampf, Diesel                 | 1976                  |                   | Verein Verkehrsamateure und Museumsbahn                                                                                           | |                                                                                      |
| Bergedorf-Geesthachter Eisenbahn                       | Bergedorf–Geesthacht–Krümmel | 1435             |                   | Dampf, Diesel                 | 1976                  |                   | Arbeitsgemeinschaft Geesthachter Eisenbahn                                                                                        | | Dampflok Q350 (ex DSB)                                                               |
| Thüringen                                              | |                  |                   |                               |                       |                   | | |                                                                                      |
| Rennsteigbahn                                          | Ilmenau–Rennsteig–Themar | 1435             | 42,8              | Dampf                         | 19__                  |                   | Dampfbahnfreunde mittlerer Rennsteig e. V.                                                                                        | |                                                                                      |
| Bahnstrecke Regis-Breitingen–Meuselwitz                | Meuselwitz–Haselbach–Regis-Breitingen | 900              | 14,0              | Diesel                        | 19__                  |                   | Verein Kohlebahnen e. V. | |                                                                                      |
| Bahnstrecke Schönberg–Schleiz                          | Schönberg–Schleiz | 1435             | 14,9              | Diesel                        | 2007                  |                   | Förderverein Wisentatalbahn e. V.                                                                                                 | |                                                                                      |

### Österreich
| Name der Bahn                      | Strecke                                       | Spur- weite (mm) | Länge (km) | Antrieb durch           | Museums- betrieb seit | bis                                                             | Betrieb durch                           | Bemerkung           |
| ---------------------------------- | --------------------------------------------- | ---------------- | ---------- | ----------------------- | --------------------- | --------------------------------------------------------------- | --------------------------------------- | ------------------- |
| Burgenland                         |                                               |                  |            |                         |                       |                                                                 |                                         |                     |
| Märchenbahn                        | Großpetersdorf – Rechnitz                     | 1435             | 14,8       | Dampf                   | 1989                  | Status 2017: Seit mehreren Jahren stillgelegt                   |                                         |                     |
| Kärnten                            |                                               |                  |            |                         |                       |                                                                 |                                         |                     |
| Ferlacher Bahn                     | Weizelsdorf – Ferlach                         | 1435             | 5,7        | Dampf                   | 1991                  |                                                                 | Nostalgiebahnen in Kärnten (NBiK)       |                     |
| Gurktalbahn                        | Treibach-Althofen – Pöckstein-Zwischenwässern | 760              | 3,3        | Dampf                   | 1974                  |                                                                 | Kärntner Museumsbahnen (KMB)            |                     |
| Lavanttalbahn                      | St. Paul – Lavamünd                           | 1435             | 12,6       | Diesel                  | 2004                  | Status 2017: Seit mehreren Jahren stillgelegt, Strecke abgebaut | Nostalgiebahnen in Kärnten (NBiK)       |                     |
| Lendcanaltramway                   | Klagenfurt, Wörthersee                        | 1000             | 1,0        |                         | 1977                  |                                                                 | Nostalgiebahnen in Kärnten (NBiK)       |                     |
| Niederösterreich                   |                                               |                  |            |                         |                       |                                                                 |                                         |                     |
| Waldbahn Naßwald                   | Naßwald                                       | 600              | 0,6        | Diesel, Akku            | 1985                  | 2008                                                            |                                         | Betrieb eingestellt |
| Höllentalbahn                      | Payerbach-Reichenau – Hirschwang              | 760              | 6,1        | 550 V GS                | 1979                  |                                                                 | ÖGLB                                    |                     |
| Reblaus-Express                    | Retz – Drosendorf                             | 1435             | 39,8       | Diesel                  | 2002                  |                                                                 | NÖVOG                                   |                     |
| Waldviertler Schmalspurbahnen      | Gmünd NÖ – Groß Gerungs                       | 760              | 43,1       | Diesel, Dampf           |                       |                                                                 | NÖVOG                                   |                     |
| Waldviertler Schmalspurbahnen      | Gmünd NÖ – Alt Nagelberg – Litschau           | 760              | 25,3       | Diesel, Dampf           | 2002                  |                                                                 | NÖVOG                                   |                     |
| Waldviertler Schmalspurbahnen      | Alt Nagelberg – Heidenreichstein              | 760              | 13,2       | Diesel, Dampf           |                       |                                                                 | Waldviertler Schmalspurbahnverein (WSV) |                     |
| Ybbstalbahn-Bergstrecke            | Lunz am See – Kienberg-Gaming                 | 760              | 17,1       | Dampf                   | 1990                  |                                                                 | ÖGLB                                    |                     |
| Oberösterreich                     |                                               |                  |            |                         |                       |                                                                 |                                         |                     |
| Ampflwanger Bahn                   | Timelkam – Ampflwang                          | 1435             | 10,4       | Diesel, Dampf           | 1996                  |                                                                 | ÖGEG                                    |                     |
| Schmalspurbahn Ampflwang           | Ampflwang                                     | 760              |            |                         |                       | Status: Seit mehreren Jahren stillgelegt                        |                                         |                     |
| Florianerbahn                      | Linz Pichling – St. Florian                   | 900              | 6,1        | 600 V GS                |                       | Status 2017: Seit mehreren Jahren stillgelegt                   | Club Florianerbahn (CFB)                | Betrieb eingestellt |
| Steyrtalbahn                       | Steyr Lokalbahn – Grünburg                    | 760              | 16,5       | Dampf                   | 1985                  |                                                                 | ÖGEG                                    |                     |
| Salzburg                           |                                               |                  |            |                         |                       |                                                                 |                                         |                     |
| Museumsfeldbahn Großgmain          | Großgmain                                     | 600              | 1,7        | Dampf, Diesel           | 13. Juni 2010         |                                                                 | Salzburg AG                             |                     |
| Taurachbahn                        | Tamsweg – Mauterndorf                         | 760              | 10,4       | Dampf                   | 1988                  |                                                                 | Taurachbahn (TB) / Club 760             |                     |
| Steiermark                         |                                               |                  |            |                         |                       |                                                                 |                                         |                     |
| Erzbergbahn                        | Vordernberg Markt – Eisenerz                  | 1435             | 19,7       | Diesel                  | 1990                  |                                                                 | Verein Erzbergbahn                      |                     |
| Feistritztalbahn                   | Weiz – Birkfeld                               | 760              | 23,9       | Diesel, Dampf           | 1994                  |                                                                 | FTB / Club U 44                         |                     |
| Museumstramway Mariazell–Erlaufsee | Mariazell – Erlaufsee                         | 1435             | 2,5        | Dampf, 600 V GS         | 199_                  |                                                                 |                                         |                     |
| Stainzerbahn                       | Preding-Wieselsdorf – Stainz                  | 760              | 11,3       | Dampf                   | 1971                  |                                                                 | Marktgemeinde Stainz                    |                     |
| Tirol                              |                                               |                  |            |                         |                       |                                                                 |                                         |                     |
| Wachtl-Express                     | Kiefersfelden – Wachtl                        | 900              | ~4,8       | 1200 V GS               | 1991                  |                                                                 | MEGW                                    |                     |
| Vorarlberg                         |                                               |                  |            |                         |                       |                                                                 |                                         |                     |
| Bahn des Museums Rheinschauen      | Bodensee – Lustenau – Steinbruch Kadelberg    | 750              |            | Dampf, Diesel, 750 V GS |                       |                                                                 |                                         |                     |
| Bregenzerwaldbahn                  | Schwarzenberg – Bezau                         | 760              | 5,0        | Diesel, Dampf           | 1987                  |                                                                 | Verein Bregenzerwald-Museumsbahn        |                     |

### Schweiz
| Kanton                                        | Strecke                                 | Spur- weite (mm) | Länge (km) | Antrieb durch                     | Museums- betrieb seit | bis  | Betrieb durch                                                                            | Bemerkung                                                                    |
| --------------------------------------------- | --------------------------------------- | ---------------- | ---------- | --------------------------------- | --------------------- | ---- | ---------------------------------------------------------------------------------------- | ---------------------------------------------------------------------------- |
| Deutschsprachige Schweiz                      |                                         |                  |            |                                   |                       |      |                                                                                          |                                                                              |
| Aargau                                        | Schinznach-Dorf, Baumschule Zulauf      | 600              | ~3,0       | Dampf, Diesel                     | 13. April 1978        |      | Schinznacher Baumschulbahn (SchBB)                                                       |                                                                              |
| Bern                                          | Sumiswald–Huttwil                       | 1435             | 11         | Dampf                             |                       |      | Museumsbahn Emmental                                                                     |                                                                              |
| Bern                                          | Interlaken–Meiringen–Giswil             | 1000             | 44,7       | Dampf                             |                       |      | Ballenberg Dampfbahn (BDB)                                                               | Zentralbahn (ZB)                                                             |
| Luzern                                        | Sursee–Triengen-Winikon                 | 1435             | 8,9        | Dampf                             |                       |      | Sursee-Triengen-Bahn (ST)                                                                |                                                                              |
| St. Gallen                                    | bei Sankt Margrethen                    | 750              |            | Dampf, Diesel, 750 V Gleichstrom, |                       |      | Bahn der internationalen Rheinregulierung (IRR)                                          |                                                                              |
| St. Gallen                                    | Rorschach–Heiden                        | 1435             | 5,6        | Dampf                             |                       |      | Appenzeller Bahnen (AB)                                                                  | Linie S 25 der S-Bahn St. Gallen                                             |
| Uri, Wallis                                   | Realp–Oberwald VS                       | 1000             | 18,1       | Dampf                             | 1992                  |      | Dampfbahn Furka-Bergstrecke (DFB)                                                        |                                                                              |
| Zürich                                        | Hinwil–Bauma                            | 1435             | 11,3       | Dampf, 15 kV 16,7 Hz Wechselstrom | 6. Mai 1978           |      | Dampfbahn-Verein Zürcher Oberland (DVZO)                                                 |                                                                              |
| Thurgau, Schaffhausen, Landkreis Konstanz (D) | Etzwilen–Ramsen                         | 1435             | 5.4.       | Dampf                             | 1. August 2007        |      | Museumsbahn Stein am Rhein–Etzwilen–Hemishofen–Ramsen und Rielasingen–Singen (SEHR & RS) | Bahnstrecke Etzwilen–Singen                                                  |
| Französischsprachige Schweiz                  |                                         |                  |            |                                   |                       |      |                                                                                          |                                                                              |
| Jura                                          | Glovelier–Le Noirmont–La Chaux-de-Fonds | 1000             | 51,3       | Dampf, 1500 V Gleichstrom         |                       |      | La Traction                                                                              | Chemins de fer du Jura (CJ)                                                  |
| Jura                                          | Le Noirmont–Tavannes                    | 1000             | 23,0       | Dampf, 1500 V Gleichstrom         |                       |      | La Traction                                                                              | Chemins de fer du Jura (CJ)                                                  |
| Neuenburg                                     | Saint-Sulpice–Neuchâtel                 | 1435             | 34,5       | Dampf                             | 1984                  |      | Vapeur Val-de-Travers (VVT)                                                              | Régional du Val-de-Travers (RVT)                                             |
| Waadt                                         | Blonay–Chamby                           | 1000             | 3,0        | Dampf, 900 V Gleichstrom          | 1. Mai 1968           |      | Museumsbahn Blonay–Chamby (BC)                                                           | Transports Montreux–Vevey–Riviera (MVR), sowie eigener Bahnstreckenabschnitt |
| Italienischsprachige Schweiz                  |                                         |                  |            |                                   |                       |      |                                                                                          |                                                                              |
| Graubünden, Tessin                            | Castione-Arbedo–Cama GR                 | 1000             | 12,7       | 1500 V Gleichstrom                | 2003                  | 2013 | Società Esercizio Ferroviario Turistico (SEFT)                                           | Rhätische Bahn (RhB), ursprünglich Bellinzona-Mesocco-Bahn (BM)              |
| Tessin                                        | Mendrisio–Malnate                       | 1435             | ?          | nein                              | 1993                  |      | Club del San Gottardo                                                                    | internationale Museumsbahn, mit der Italienischen Valmoreabahn               |

### Belgien

#### Flandern
- in Betrieb
  - Brüssel, Woluwe-Saint-Pierre/Sint-Pieters-Woluwe Museum voor het Stedelijk Vervoer te Brussel
  - Dendermonde – Puurs, Dampfeisenbahn Dendermonde-Puurs
  - Stoomcentrum in Maldegem – Gleise mit 0,60 m (1,5 km) und Normalspur (10 km) – Dampf- und Diesel-Lokomotivenmuseum
  - Limburgse Stoom – Vereniging in Waterschei (Teil von Genk)

- ehemalig
  - Vilvoorde – Buda, Museum Stoomtrein der Twee Bruggen, 1980–1991
  - Waterschei – Eisden, Kolenspoor, aktiv bis 2013
  - Zolder – Genebos, Toeristische Trein Zolder, 1981–1989

#### Wallonien
- in Betrieb
  - Straßenbahnmuseum Thuin mit Ausflügen nach Lobbes bzw. Biesme-sous-Thuin
  - Yvoir – Ciney, Le Chemin de fer du Bocq, Patrimoine Ferroviaire et Tourisme
  - Mariembourg – Treignes, Chemin de fer à vapeur des 3 vallées
  - Rebecq – Rognon, Rail Rebecq Rognon oder Petit Train Du Bonheur
  - Sprimont, Chemin de Fer de Sprimont, Industriebahnlinie
  - Straßenbahn Han (Tramway de Han): Han-sur-Lesse – Höhle von Han-sur-Lesse
  - Érezée – Lamorménil, Tramway Touristique de l’Aisne

- ehemalig
  - Vennbahn bis Büllingen und Bahnstrecke Eupen–Raeren (1990–2002) historische Sonderfahrten des Vereins Vennbahn V.o.E[4].
  - Trembleur – Mortroux, Li Trimbleu, aktiv bis Oktober 1991
  - Dinant – Givet(F), Chemin de Fer à vapeur des Trois Vallées, aktiv bis 2000
  - Chimay – Mariembourg, Spoorlijn 156, 1987–1999

- geplant
  - Chemin de fer des 3 frontières (CF3F) Drei-Grenzen-Eisenbahn, Bahnhof Homburg – Rangierbahnhof Montzen[5]

### Dänemark
| Region             | Strecke                                           | Spur- weite (mm) | Länge (km) | Antrieb durch | Museums- betrieb seit | bis  | Betrieb durch                          | Bemerkung                                                                         |
| ------------------ | ------------------------------------------------- | ---------------- | ---------- | ------------- | --------------------- | ---- | -------------------------------------- | --------------------------------------------------------------------------------- |
| Region Hovedstaden | Hedehusene – Fem Ege                              | 700              |            | Dampf, Diesel |                       |      | Hedelands Veteranbane                  | Industriebahn                                                                     |
| Region Hovedstaden | Allerød Ortsteil Blovstrød, zur Oskar Jensens Bro | 700              | 1,2        | Dampf         |                       |      | Blovstrød Banan                        |                                                                                   |
| Region Sjælland    | Maribo–Bandholm                                   | 1435             |            |               | 1962                  |      | Dansk Jernbaneklub                     |                                                                                   |
| Region Sjælland    | Slagelse – Gørlev                                 | 1435             |            |               |                       |      | Vestsjællands Veterantog               |                                                                                   |
| Region Sjælland    | Høng – Stenlille                                  | 1435             |            |               |                       |      | Vestsjællands Veterantog               |                                                                                   |
| Region Sjælland    | Asnæs – Nykøbing Sj                               | 1435             |            |               |                       |      | Vestsjællands Veterantog               |                                                                                   |
| Region Sjælland    | Kalundborg – Jyderup                              | 1435             |            |               |                       |      | Vestsjællands Veterantog               |                                                                                   |
| Region Sjælland    | Skælskør, Depot – Hafen                           | 1435             |            |               |                       |      | Omstigningsklubben                     | Oldtimertram                                                                      |
| Region Syddanmark  | Rødekro–Aabenraa                                  | 1435             |            |               | 1999                  | 2004 | Aabenraa Veteranbane                   | mittlerweile Draisinenfahrten                                                     |
| Region Syddanmark  | Tommerup – Assens                                 | 1435             | 28,5       |               |                       |      |                                        | 28,5 km der ursprünglichen Länge von 29,2 km können mit Draisinen befahren werden |
| Region Syddanmark  | Vejle – Jelling                                   | 1435             |            |               |                       |      | Sydjyllands Veterantog                 |                                                                                   |
| Region Syddanmark  | Faaborg–Korinth                                   | 1435             | 12,5       |               | 1992                  |      | Syd Fyenske Veteranjernbane (SFvJ)     |                                                                                   |
| Region Midtjylland | Parkeisenbahn Hjerl Hede                          | 785              | 0,8        | Dampf         | 1975                  |      |                                        | 1975 in Spurweite 700 mm erbaut, 1988 auf 785 mm umgespurt                        |
| Region Midtjylland | Mariager – Handest                                | 1435             |            | Dampf         |                       |      | Mariager-Handest Veteranjernbane (MHV) |                                                                                   |
| Region Midtjylland | Bryrup – Vrads                                    | 1435             | 5          | Dampf         |                       |      | Veteranbanen Bryrup Vrads              |                                                                                   |
| Region Nordjylland | Aalborg – Limfjord                                | 1435             |            | Dampf, Diesel |                       |      | Limfjordsbanen                         |                                                                                   |

### Finnland
| Name der Bahn | Strecke            | Spur- weite (mm) | Länge (km) | Antrieb durch | Museums- betrieb seit | bis | Betrieb durch            | Bemerkung |
| ------------- | ------------------ | ---------------- | ---------- | ------------- | --------------------- | --- | ------------------------ | --------- |
|               | Humppila–Jokioinen | 750              | 14,7 km    | Dampf, Diesel | 1978                  |     | Jokioisten Museorautatie |           |

### Frankreich
| Name der Bahn                                                       | Strecke                                    | Spur- weite (mm) | Länge (km) | Antrieb durch | Museums- betrieb seit | bis  | Betrieb durch                                                                 | Bemerkung                                                                                         | Foto |
| ------------------------------------------------------------------- | ------------------------------------------ | ---------------- | ---------- | ------------- | --------------------- | ---- | ----------------------------------------------------------------------------- | ------------------------------------------------------------------------------------------------- | ---- |
| Auvergne-Rhône-Alpes                                                |                                            |                  |            |               |                       |      |                                                                               |                                                                                                   |      |
| Train de l’Ardèche                                                  | Tournon-Saint-Jean-de-Muzols–Lamastre      | 1000             | 29,0       | Dampf, Diesel | 1970                  |      | Société Nouvelle du Chemin de Fer du Vivarais                                 | Fünfjährige Betriebsunterbrechung von 2008 bis 2013                                               |      |
| Velay Express                                                       | Raucoules-Brossette–Saint-Agrève           | 1000             | 27,0       | Dampf, Diesel | 1994                  |      | Association Voies Ferrées du Velay                                            |                                                                                                   |      |
| Chemin de fer du Haut Forez                                         | Estivareilles-Sembadel                     | 1435             | 42,0       | Diesel        | 1986                  |      | Association Chemin de fer du Haut Forez                                       | Größere finanzielle Probleme durch die Auswirkungen der COVID-19-Pandemie, Weiterbetrieb unsicher |      |
| Bourgogne-Franche-Comté                                             |                                            |                  |            |               |                       |      |                                                                               |                                                                                                   |      |
| Coni’Fer                                                            | Les Hopitaux-Neufs–Fontaine-Ronde          | 1435             | 7,5        | Dampf         | 1993                  |      | Chemin de Fer Touristique Pontarlier – Vallorbe                               |                                                                                                   |      |
| Train touristique des Lavières                                      | Is-sur-Tille                               | 500              | 1,9        | Diesel        | 1977                  |      | Association Chemin de fer touristique issois                                  | Befährt eine kleine Feldbahn-Ringstrecke bei der Rue des Pins in Is‑sur‑Tille                     |      |
| Centre-Val de Loire                                                 |                                            |                  |            |               |                       |      |                                                                               |                                                                                                   |      |
| Train du Bas-Berry                                                  | Le Blanc–Argent-sur-Sauldre                | 1000             | 32,4       | Dampf, Diesel | 1995                  |      | Société d'Animation du Blanc Argent                                           |                                                                                                   |      |
| Grand Est                                                           |                                            |                  |            |               |                       |      |                                                                               |                                                                                                   |      |
| Chemin de fer touristique d’Abreschviller                           | Abreschviller–Grand Soldat                 | 700              | 6,1        | Dampf, Diesel | 1968                  |      | Association du Chemin de Fer Forestier d’Abreschviller                        |                                                                                                   |      |
| Chemin de Fer Touristique de la Vallée de la Doller (Dollertalbahn) | Cernay (Haut-Rhin)–Sentheim                | 1435             | 13,65      | Dampf         | 1976                  |      | Association Train Thur Doller Alsace                                          |                                                                                                   |      |
| Ried-Express                                                        | Volgelsheim–Marckolsheim                   | 1435             | 13,0       | Dampf         | 1982                  |      | Chemin de Fer Touristique du Rhin                                             |                                                                                                   |      |
| Bahnstrecke Rosheim–Saint-Nabor: «petit train folklorique»          | Rosheim–Ottrott                            | 1435             | 8,4        | Dampf         | 1969                  | 1982 | Vering & Waechter in Kooperation mit einem Museumsbahnverein                  |                                                                                                   |      |
| Hauts-de-France                                                     |                                            |                  |            |               |                       |      |                                                                               |                                                                                                   |      |
| Chemin de Fer de la Baie de Somme                                   | Le Crotoy–Cayeux-sur-Mer                   | 1000, 1435       | 27,0       | Dampf, Diesel | 1971                  |      | Association du Chemin de Fer de la Baie de Somme                              | Teilweise Vierschienengleis (Normalspurgleis mit Meterspurschienen dazwischen montiert)           |      |
| Chemin de fer Froissy-Dompierre                                     | Froissy–Dompierre-Becquincourt             | 600              | 7,0        | Dampf, Diesel | 1971                  |      | Association Picarde pour la Préservation et l'Entretien des Véhicules Anciens |                                                                                                   |      |
| Normandie                                                           |                                            |                  |            |               |                       |      |                                                                               |                                                                                                   |      |
| Train Touristique du Cotentin                                       | Portbail–Barneville-Carteret               | 1435             | 9,0        | Diesel        | 1971                  |      | Association Tourisme et Chemins de fer de la Manche                           |                                                                                                   |      |
| Okzitanien                                                          |                                            |                  |            |               |                       |      |                                                                               |                                                                                                   |      |
| Train à vapeur des Cévennes                                         | Anduze–Saint-Jean-du-Gard                  | 1435             | 14,5       | Dampf, Diesel | 1982                  |      | Compagnie internationale des trains express à vapeur                          |                                                                                                   |      |
| Chemin de Fer Touristique du Haut Quercy                            | Martel (Lot)–Saint-Denis-lès-Martel        | 1435             | 8,0        | Dampf, Diesel | 1992                  |      | Association Chemin de fer touristique du Haut Quercy                          |                                                                                                   |      |
| Chemin de Fer Touristique du Tarn                                   | Saint-Lieux-lès-Lavaur–Jardins des Martels | 500              | 3,5        | Dampf, Diesel | 1975                  | 1997 | Association pour la Conservation Occitane de Véhicules Anciens                | Strecke 2020 wegen Sanierungsarbeiten am Salles-Viadukt unterbrochen                              |      |

### Griechenland
- Pilionbahn

### Irland
- Provinz Connacht
  - County Leitrim, Cavan and Leitrim Railway
- Provinz Leinster
  - County Offaly, Clonmacnoise and West Offaly Railway, betrieben vom Bord na Móna bei Shannonbridge
- Provinz Munster
  - County Clare, West Clare Railway bei Ennis
  - County Kerry, Listowel and Ballybunion Railway eine ungewöhnliche Lartigue-Einschienenbahn bei Listowel
  - County Kerry, Tralee and Dingle Light Railway zwischen Tralee und Daingean Uí Chúis
  - County Waterford, Waterford and Suir Valley Heritage Railway bei Waterford
- Provinz Ulster
  - County Donegal, County Donegal Railways Joint Committee
  - County Donegal, Fintown Railway vom Lough Finn zur Glenties-Bahnlinie

### Italien
- Kalabrien, Camigliatello Silano–San Giovanni in Fiore, 950 mm 27,6 km
- Lombardei, Valmoreabahn (Malnate–Mendrisio) (13,0 km, davon 5,5 km in der Schweiz (Club del San Gottardo))
- Lombardei, Palazzolo–Paratico (9,6 km, Ferrovia del Basso Sebino -FBS-)
- Sardinien, Trenino Verde
  - Nulvi–Tempio–Palau (115,5 km)
  - Macomer–Bosa (45,9 km)
  - Mandas–Arbatax (159,4 km)
- Toskana, Asciano–Monte Antico (51,3 km Ferrovia Val d'Orcia – Assoziazione Ferrovie Turistiche Italiane -FVO-)

### Lettland
- Ventspils Schmalspureisenbahn[9]
- Bahnstrecke Gulbene–Alūksne

### Luxemburg
- Train 1900 (Bahnstrecke Petingen–Bois Châtier)
- Minièresbunn – Doihl. Schmalspurbahn / Grubenbahn 700 mm (Bahnstrecken: Fond-de-Gras – Rodange; Rodange – Lasauvage (durch ehemaliges Eisenerzbergwerk); Lasauvage – Lasauvage-Kirche; Lasauvage – Saulnes (F)

### Niederlande
- Provinz Drente
  - Assen–Rolde (Noordnederlandse Spoorbaan Assen-Rolde), 1974–1977
- Provinz Gelderland
  - Dieren–Apeldoorn (Veluwsche Stoomtrein Maatschappij), seit 1975[10]
- Provinz Groningen
  - Veendam–Stadskanaal–Musselkanaal, Stichting Stadskanaal Rail (S.T.A.R.)[11]
- Provinz Limburg
  - Kerkrade–Simpelveld–Schin op Geul, auch Millionenlinie genannt, bei Valkenburg aan de Geul (ZLSM), sowie von Simpelveld nach Aachen-Vetschau[12]
- Provinz Nordbrabant
  - Tilburg–Turnhout (Stichting Stoomtrein Tilburg-Turnhout), 1974–1982
- Provinz Nordholland
  - Amsterdam–Amstelveen–Bovenkerk (Electrische Museumtramlijn Amsterdam)[13]
  - Hoorn–Medemblik (Museumstoomtram Hoorn–Medemblik), seit 1968[14]

- Provinz Overijssel

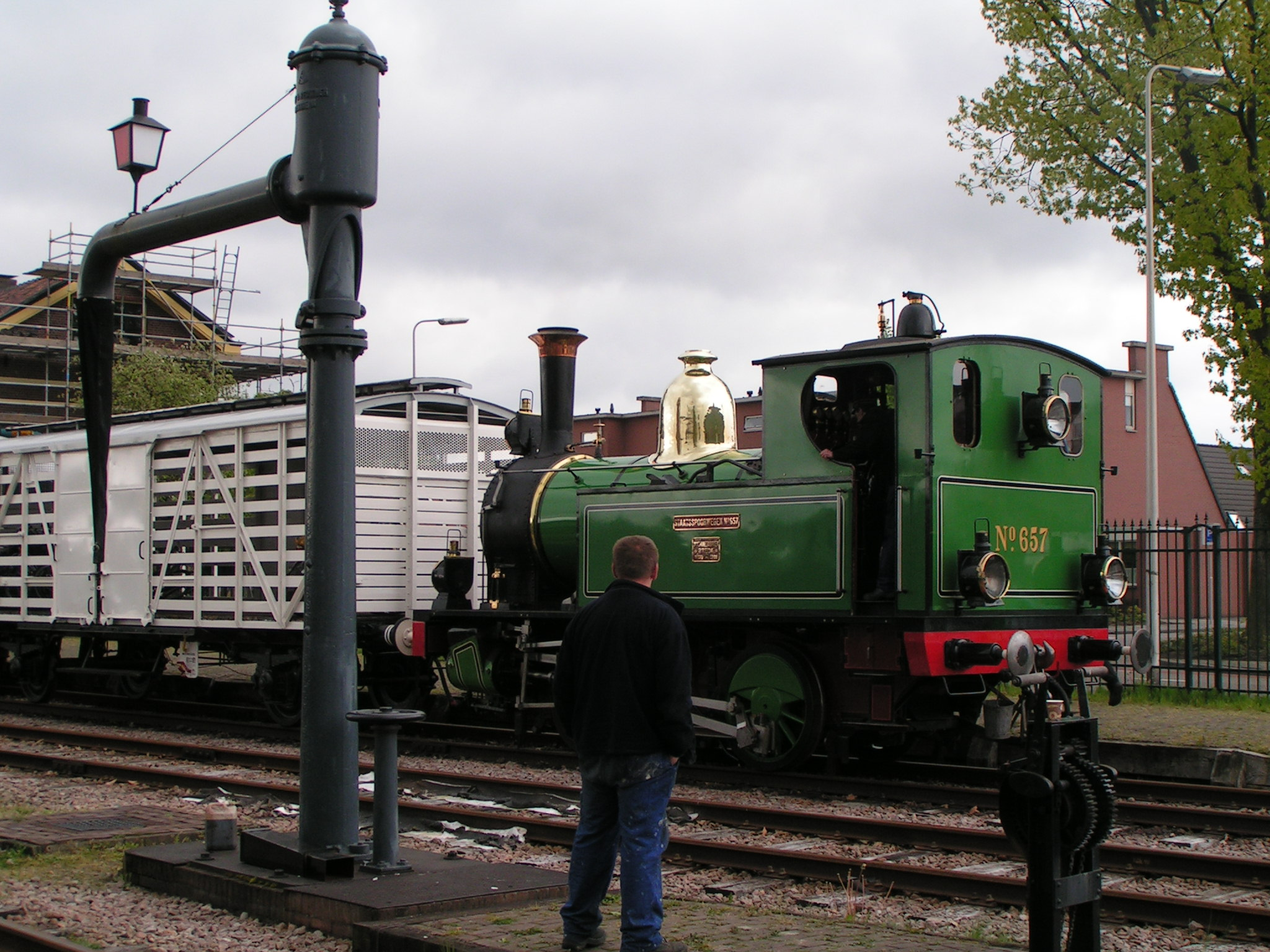
MBS-Zug in Haaksbergen

  - Haaksbergen–Boekelo (Museum Buurtspoorweg), bei Enschede, seit 1989[15]
- Provinz Südholland
  - Stichting voorheen RTM, auf dem Brouwersdam[16]
  - Stoomtrein Katwijk Leiden beim Schmalspurbahn-Museum in Katwijk-Valkenburg[17]
- Provinz Zeeland
  - Goes–Hoedekenskerke, auf Zuid-Beveland[18]

### Norwegen
| Name der Bahn       | Strecke                                      | Spur- weite (mm) | Länge (km) | Antrieb durch    | Museums- betrieb seit | bis         | Betrieb durch                                  | Bemerkung                 |
| ------------------- | -------------------------------------------- | ---------------- | ---------- | ---------------- | --------------------- | ----------- | ---------------------------------------------- | ------------------------- |
| Krøderbanen         | Vikersund–Krøderen                           | 1435             | 26,0 km    | Dampf            | 1977                  |             | Norsk Jernbaneklubb – Driftsgruppe Krøderbanen |                           |
| Lommedalsbanen      | Bærum, Lommedal, Gundershugget–Gundershugget | 600              | 1,0 km     | Dampf, Diesel    | 1979                  |             | Stiftelsen Lommedalsbanen                      |                           |
| Nesttun–Osbanen     | bei Bergen, Bahnstrecke Nesttun-Os–Os        | 750              | km         | Dampf, Diesel    | 19                    |             |                                                |                           |
| Rjukanbanen         | Rjukan–Mæl                                   | 1435             | 15,9 km    |                  | 1991 2016             | ~2000 heute | Stiftung Rjukanbanen                           |                           |
| Setesdalsbanen      | bei Kristiansand, Grovane–Røyknes            | 1067             | 8,0 km     | Dampf            | 2004                  |             | Setesdalsbanens Hobbyklubb                     | Setesdal-Museumseisenbahn |
| Thamshavnbanen      | bei Trondheim, Løkken Verk–Bårdshaug         | 1000             | 22,0 km    | Strom            | 1983                  |             |                                                |                           |
| Urskog–Hølandsbanen | Sørum–Fossum                                 | 750              | 3,7 km     | Dampf            | 19                    |             | Venneforeningen Tertitten                      |                           |
| Valdresbanen        | Eina–Fagernes                                | 1435             | 47,0 km    | Diesel, Draisine | 19                    |             | AS Valdresbanen / Nye Valdresbanen             |                           |
| Gamle Vossebanen    | bei Bergen, Garnes–Midttun                   | 1435             | km         | Dampf            | 1993                  |             | Norsk Jernbaneklubb (NJB)                      |                           |

### San Marino

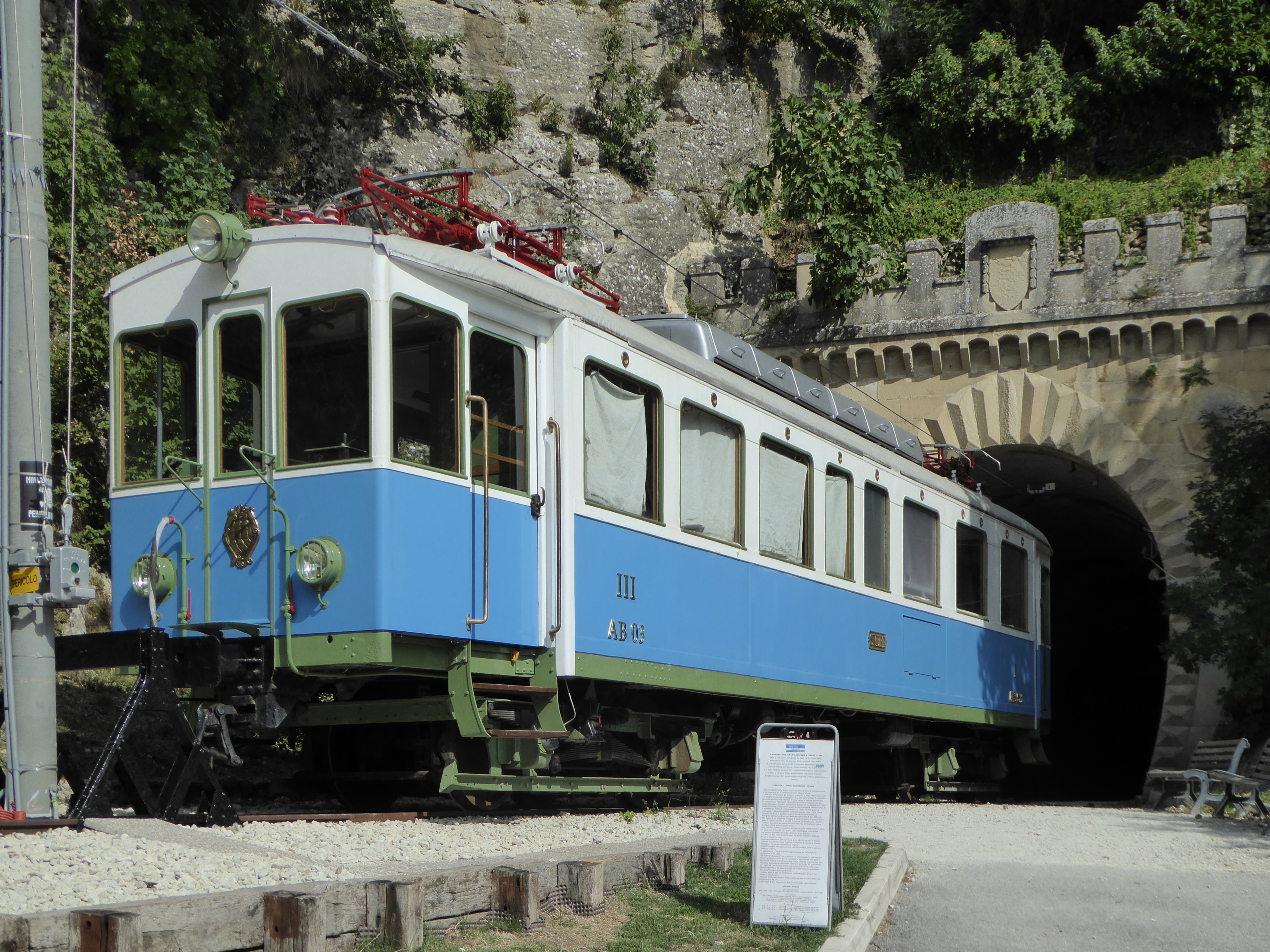
Museumstriebwagen AB 03 am stadtseitigen Endpunkt der „Bahnstrecke Rimini–San Marino“ in San Marino

- Bahnstrecke Rimini–San Marino (Ein 800 Meter langer Abschnitt in San Marino ab der Endstation wurde 2012 als Touristenattraktion wieder eröffnet.)[19][20]

### Schweden
- Gästrikland
  - Jädraås–Tallås Järnväg
- Gotland

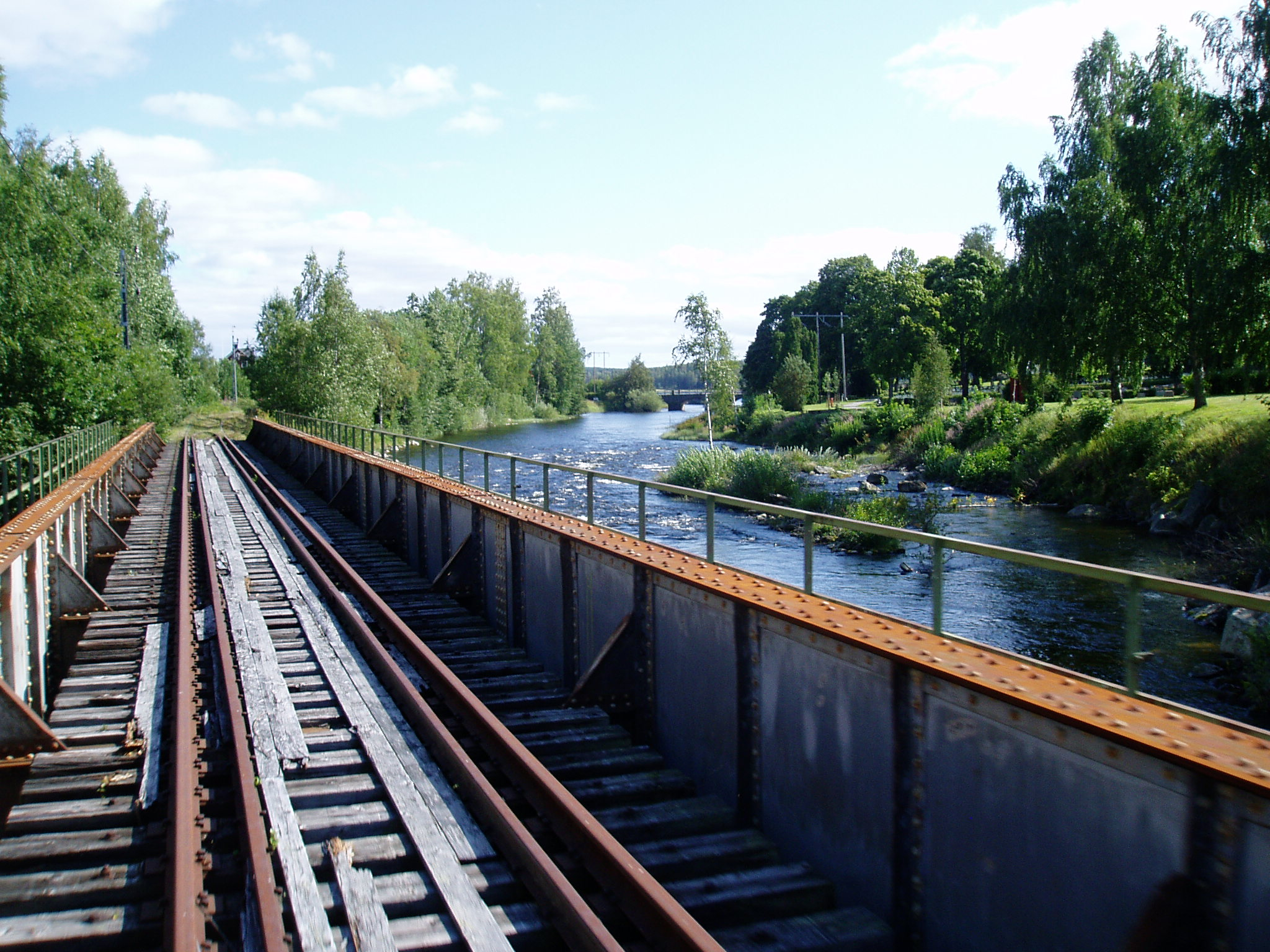
Dellenbahn

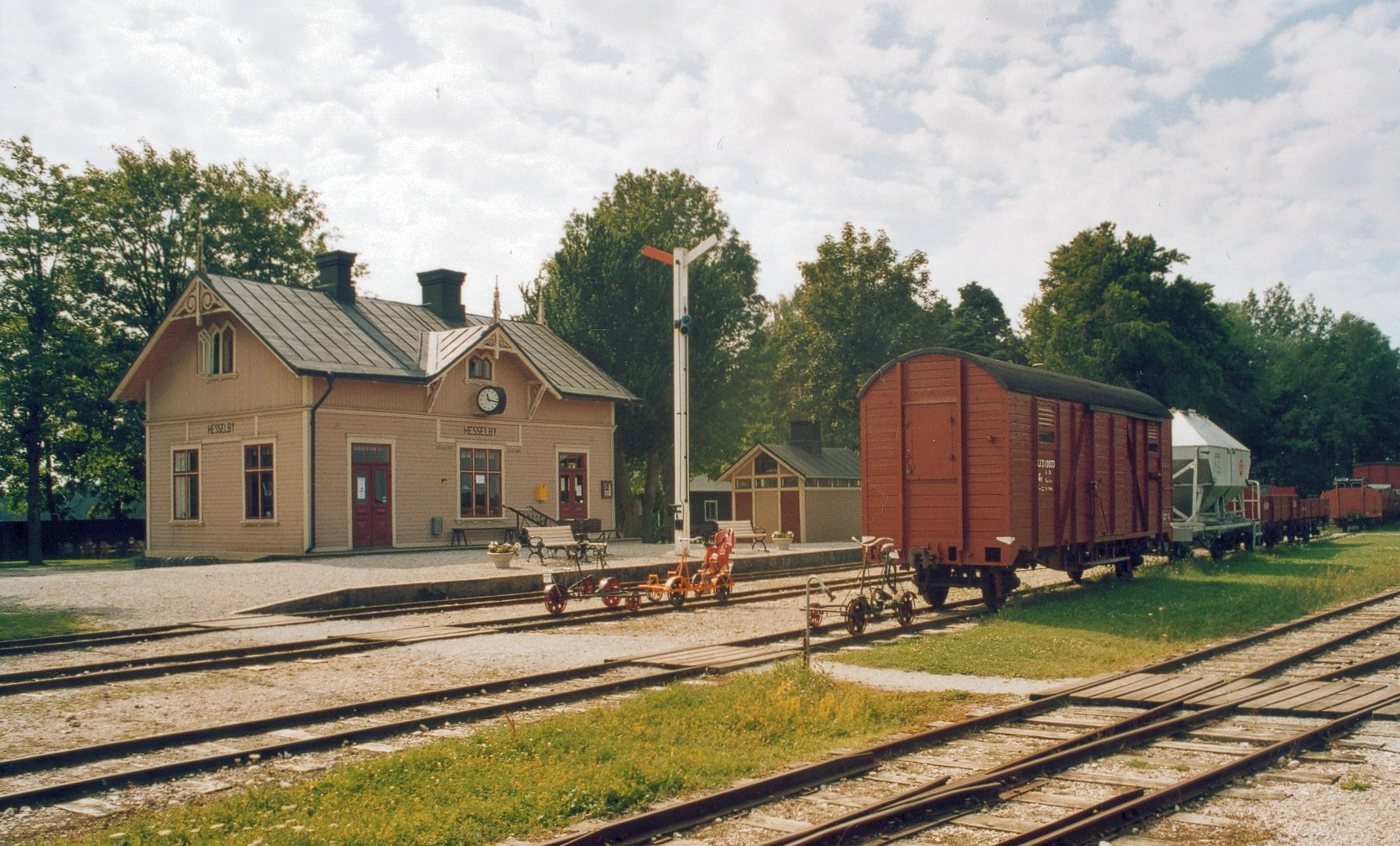
Museumsbetrieb im Bahnhof Hesselby

  - Bahnstrecke Bläse kalkbrottet–Bläse hamnen
  - Gotlands Hesselby Jernväg
- Hälsingland
  - Dellenbanan
- Norrbottens län
  - Bahnstrecke Gammelstad–Karlsvikshyttan
- Öland
  - Böda Skogsjärnväg
- Skåne län
  - Skånska Järnvägar
- Småland
  - Ohsabanan
- Södermanland,
  - Östra Södermanlands Järnväg
- Stockholm
  - Djurgårdslinie (Straßenbahn)
- Uppsala län
  - Upsala–Lenna Jernväg
- Värmland
  - Bahnstrecke Åmål–Årjäng
- Västmanland
  - Engelsberg-Norbergs Järnväg
- Västra Götalands län
  - Bahnstrecke Åmål–Årjäng
  - Munkedals Jernväg
  - Bahnstrecke Anten–Gräfsnäs
  - Bahnstrecke Skara–Lundsbrunn

### Serbien
- Šarganska osmica (Mokra Gora)

### Spanien
- Centro de Iniciativas Ferroviarias Vapor Madrid mit Dampflok Arganda
- Tren del Ciment bei La Pobla de Lillet

### Tschechien
- Straßenbahn Prag: historische Linie 41 (Vozovna Střešovice–Královka–Planetárium Praha–Výstaviště Holešovice)[21]
- Museumsbahn der Solvay-Steinbrüche
- Pošumavská jižní dráha
- Museumsbahn Kateřina–Soos
- Eisenbahnmuseum Zubrnice (Velké Březno – Zubrnice)

### Ungarn

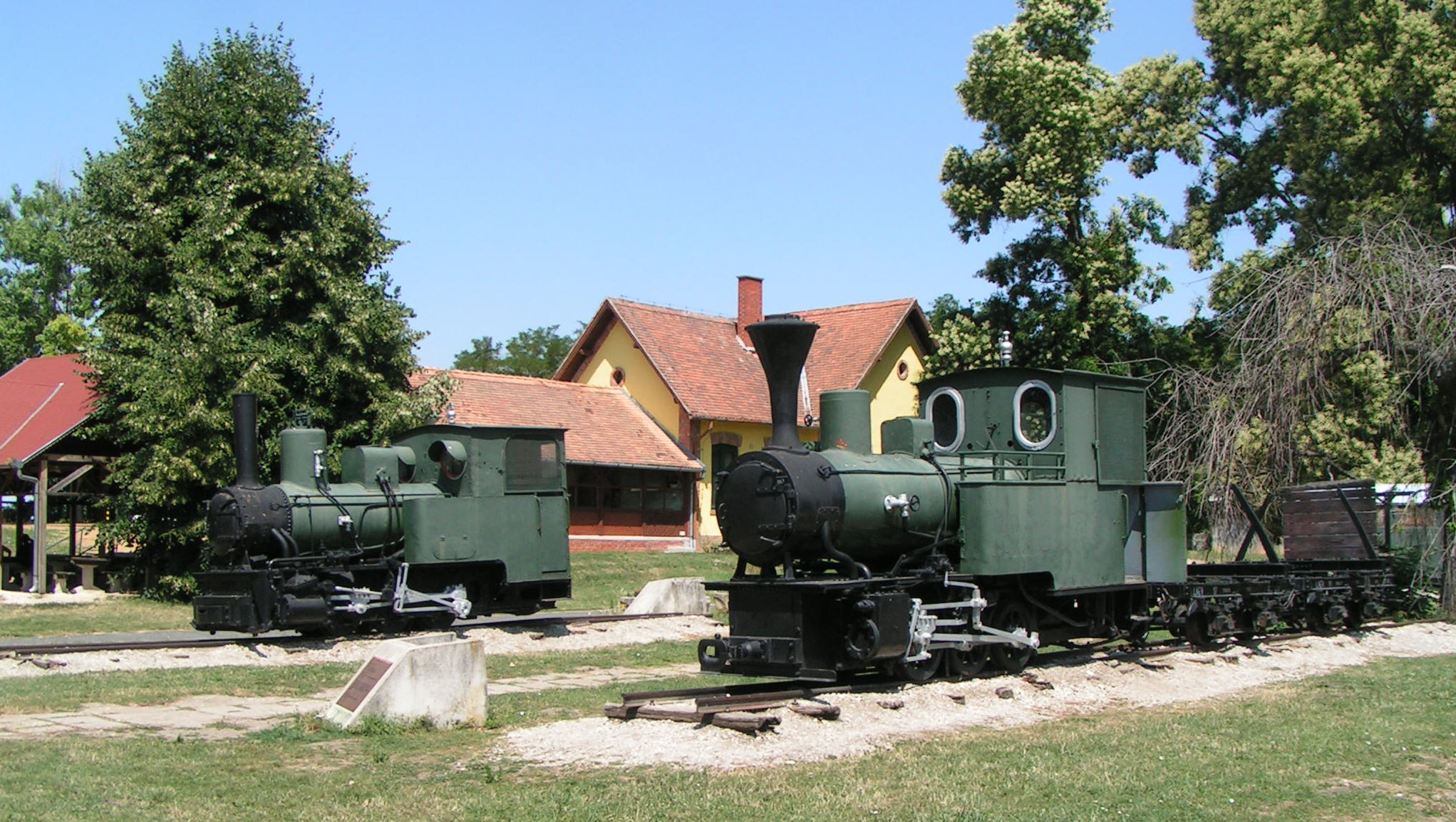
Széchenyi-Museumsbahn in Nagycenk

- Waldbahn Kemence, Schmalspurbahnmuseum
- Széchenyi-Museumsbahn, Fertőboz-Nagycenk
- Museumsbahn im Skanzen, Szentendre (neu gebaute Normalspurstrecke im Freiluftmuseum, 2,2 km, 2009 eröffnet)

## Afrika

### Südafrika
- Freistaat (Provinz), bei Ficksburg, Sandstone Estates, 610 mm
- KwaZulu-Natal, bei Durban, Umgeni Steam Railway, 1067 mm
- KwaZulu-Natal, bei Ixopo, Patons Country Narrow Gauge Railway, 610 mm
- KwaZulu-Natal, Port Shepstone – Harding, Alfred County Railway, 610 mm (eingestellt)
- Ostkap, bei Gqeberha, Avontuur Railway, 610 mm, 285 km !, (eingestellt)
- Westkap, zwischen George und Knysna – Outeniqua Choo-Tjoe (eingestellt)

## Amerika

### Brasilien
- Museumsbahn Campinas–Jaguariúna

### Kolumbien
- Tren Turístico de la Sabana, Bogotá, vom Bahnhof Estación Sabana nach Parque und Zipaquira. 914 mm Dampf, seit 1993[22]

### Kanada
- York–Durham Heritage Railway

### Vereinigte Staaten
- Alabama, Calera and Shelby Railroad
- Colorado, Durango and Silverton Narrow Gauge Railroad
- Delaware, Wilmington and Western Railroad
- Hawaii, Lahaina Kaanapali and Pacific Railroad
- Hawaii, Oahu Railway and Land Company
- Kalifornien, Niles Canyon Railway
- Kansas, Midland Railway
- Maine, Boone and Scenic Valley Railroad
- Maine, Sandy River and Rangeley Lakes Railroad
- Maine, Wiscasset, Waterville and Farmington Railway
- Massachusetts, Cape Cod Central Railroad
- Minnesota, North Shore Scenic Railroad
- Nevada, Salmon Creek Railroad
- Nevada, Virginia and Truckee Railroad
- New Hampshire, Conway Scenic Railroad
- New Hampshire, White Mountain Central Railroad
- New Jersey, Black River and Western Railroad
- New Mexico, Cumbres and Toltec Scenic Railroad
- North Carolina, Great Smoky Mountains Railroad
- Ohio, Cuyahoga Valley Scenic Railroad
- Oregon, Oregon Coast Scenic Railroad
- Oregon, Sumpter Valley Railroad
- Pennsylvania, East Broad Top Railroad
- Pennsylvania, New Hope Railroad
- Pennsylvania, Strasburg Rail Road
- Tennessee, Tennessee Valley Railroad
- Texas, Texas State Railroad
- Utah, Heber Valley Railroad
- Washington, Chehalis–Centralia Railroad
- Washington, Northwest Railway Museum
- West Virginia, Potomac Eagle Scenic Railroad
- Wisconsin, Lumberjack Steam Train

## Asien

### Japan
- Präfektur Gunma, Usui-tōge Tetsudō Bunkamura[23]
- Präfektur Osaka, Sakuradani Schmalspurbahn, eine private 381-mm-Parkeisenbahn[24]
- Präfektur Shizuoka, Oigawa Railway, älteste japanische Museumsbahn, zwei Linien[25]
  - Ōigawa Railway Ōigawa Main Line, 1067 mm
  - Ikawa-Linie, 1067 mm
- Präfektur Toyama, Tateyama Tateyama Sabō Erosionsschutzanlagen-Werkseisenbahn, 610 mm

## Ozeanien

### Australien
- New South Wales, Blue Mountains Lithgow, Zig Zag Railway, Normalspur
- New South Wales, bei Coffs Harbour, Glenreagh, Glenreagh Mountain Railway
- New South Wales, Illawarra Light Railway Museum
- Queensland, Bahnstrecke Cairns-Kuranda, Kuranda Scenic Railway, 37 km lang
- Queensland, Bahnstrecke Gympie-Traveston, Mary Valley Heritage Railway, 40 km lang
- South Australia, Bahnstrecke Quorn-Port Augusta, Pichi Richi Railway, Schmalspur 1067 mm, 39 km lang
- Tasmanien, Devonport, Don River Railway, Schmalspur 1067 mm, 4 km lang, auch Museum mit über 100 Lokomotiven und Wagen
- Tasmanien, Lune River, Ida Bay Railway, Schmalspur 610 mm, 6,8 km lang
- Tasmanien, New Norfolk, Derwent Valley Railway, Schmalspur 1067 mm
- Tasmanien, Bahnstrecke Queenstown-Regatta Point, West Coast Wilderness Railway, wiedererbaute Zahnradbahn
- Tasmanien, Sheffield, The Redwater Creek Steam and Heritage Society, Schmalspur 610 mm, 1,6 km lang
- Tasmanien, Tullah, Wee Georgie Wood Railway, Schmalspur 610 mm, 1,9 km lang
- Victoria, Daylesford Spa Country Railway, Breitspur 1600 mm
- Victoria bei Melbourne, Dandenongs, Bahnstrecke Belgrave-Gembrook, Puffing Billy Railway, Schmalspur 762 mm
- Victoria, bei Melbourne, Bahnstrecke Mornington-Moorooduc, Mornington Railway
- Victoria, Gippsland, Bahnstrecke Thomson-Walhalla, Walhalla Goldfields Railway, Schmalspur 762 mm

### Neuseeland
Nordinsel
- Region Northland, Far North District, Kawakawa, Bay of Islands Vintage Railway
- Region Auckland, Franklin District, Glenbrook (Neuseeland), Glenbrook Vintage Railway
- Region Auckland, Waitakere City, Waitakere Tramline
- Region Auckland, Waitakere, Titirangi, Rain Forest Express
- Region Auckland, Stanmore Bay, Whangaparaoa, Whangaparaoa Narrow Gauge Railway
- Region Waikato, Thames-Coromandel District, Coromandel, Driving Creek Railway
- Region Waikato, Hauraki District, Bahnstrecke Waihi-Waikino, Goldfield Railway
- Region und Distrikt Gisborne, Gisborne City Vintage Railway Inc
- Region Wellington, Hutt Valley, Upper Hutt, Silverstream, Silver Stream Railway

Südinsel
- Marlborough District, Blenheim (Neuseeland), Blenheim Riverside Railway
- Nelson City, Founders Heritage Park, Nelson Railway Society
- Region Canterbury, Ashburton District, Ashburton, Plains Vintage Railway
- Region Canterbury, Christchurch, Ferrymead, Ferrymead Railway
- Region Canterbury, Timaru District, Pleasant Point, Pleasant Point Museum and Railway
- Region Canterbury, Hurunui District, Waipara, Weka Pass Railway
- Region Otago, Waitaki District, Oamaru, Harbourside-Quarry Siding, Oamaru Steam and Rail
- Region Otago, Palmerston-Dunedin-Middlemarch, Taieri Gorge Railway